# Peter Maloney
Peter Maloney (Chicago, 23 de novembro de 1944) é um ator norte-americano.

## Carreira
Entre seus créditos televisivos, estão participações em séries como The Knick, Remember WENN e Gotham. Atuou no cinema, entre outras produções, em Greetings (1968), Capone (1975), A Little Romance (1979), Hide in Plain Sight (1980), The Children (1980), Revenge of the Stepford Wives (1980), The Thing (1982), Desperately Seeking Susan (1985), Manhunter (1986), Tune in Tomorrow (1990), JFK (1991), Jeffrey (1995), Private Parts (1997), Boiler Room (2000), Requiem for a Dream (2000) e K-PAX (2001). Também apareceu no filme Breaking Away (1979), interpretando o médico.
Maloney também atua no teatro.

## Vida pessoal
Casou-se pela primeira vez com a atriz e dramaturga Ellen Sandler, mas a união foi encerrada. Posteriormente, contraiu matrimônio com a atriz Kristin Griffith, com quem tem um filho. Em 2013, Maloney e a esposa colocaram à venda a casa onde residiam desde 1981, localizada em Upper West Side, Manhattan; trata-se de um prédio histórico que serviu como cenário para vários episódios da série Law & Order.